# 拉德拉 (加利福尼亞州)
拉德拉（英語：Ladera）是位於美國加利福尼亞州聖馬刁縣的一個人口普查指定地區。

## 地理
拉德拉的座標為37°23′18″N 122°11′50″W / 37.38833°N 122.19722°W，而該地最高點為海拔高度96米（即315英尺）。

## 人口
根據2010年美國人口普查的數據，拉德拉的面積為1.146平方千米，均為陸地。當地共有人口1426人，而人口密度為每平方千米1,244人。